# 新報道2001
《新報道2001》，日本富士電視台製作，2008年10月5日開始，每星期日7:30至8:55在富士網大部分電視台直播的政論節目。
是1992年開始同時段政論節目《報道2001》的後繼節目。2008年竹村健一退出《報道2001》，節目進行改版，從當初一邊倒是討論政治議題，轉換成以討論政治議題為主，同時討論更貼近民眾生活的社會問題。由須田哲夫擔任主持人，助手是《鬧鐘電視》的播報員吉田惠。節目最後還會播放當天的天氣預報。
節目每週都會進行民意調查，調查內閣支持率、政黨支持率以及熱點政治議題的民調。相比其它媒體一般一個月才會進行一次民調，《新報道2001》的數據更為頻密，是研究民意取向變化的重要資料。

## 出演者
主持人
- 須田哲夫
- 吉田惠

解說
- 黑岩祐治（2008年10月5日－2009年9月27日）
- 平井文夫（2009年10月4日－）
- 上杉隆 （2008年10月5日－2009年3月15日）

## 外部連結
- 新報道2001 （页面存档备份，存于） - 富士電視台
- 新報道2001 WEB版 （页面存档备份，存于） - YouTube

| 富士電視台 週日早上 7:30 - 8:55 | 富士電視台 週日早上 7:30 - 8:55 | 富士電視台 週日早上 7:30 - 8:55 |
| ------------------------------- | ------------------------------- | ------------------------------- |
|                                 | 新報道2001                      |                                 |
| 報道2001                        | —                               |                                 |